# Pucrolia minuta
Pucrolia minuta is een hooiwagen uit de familie Gonyleptidae.